# Bundesautobahn 59

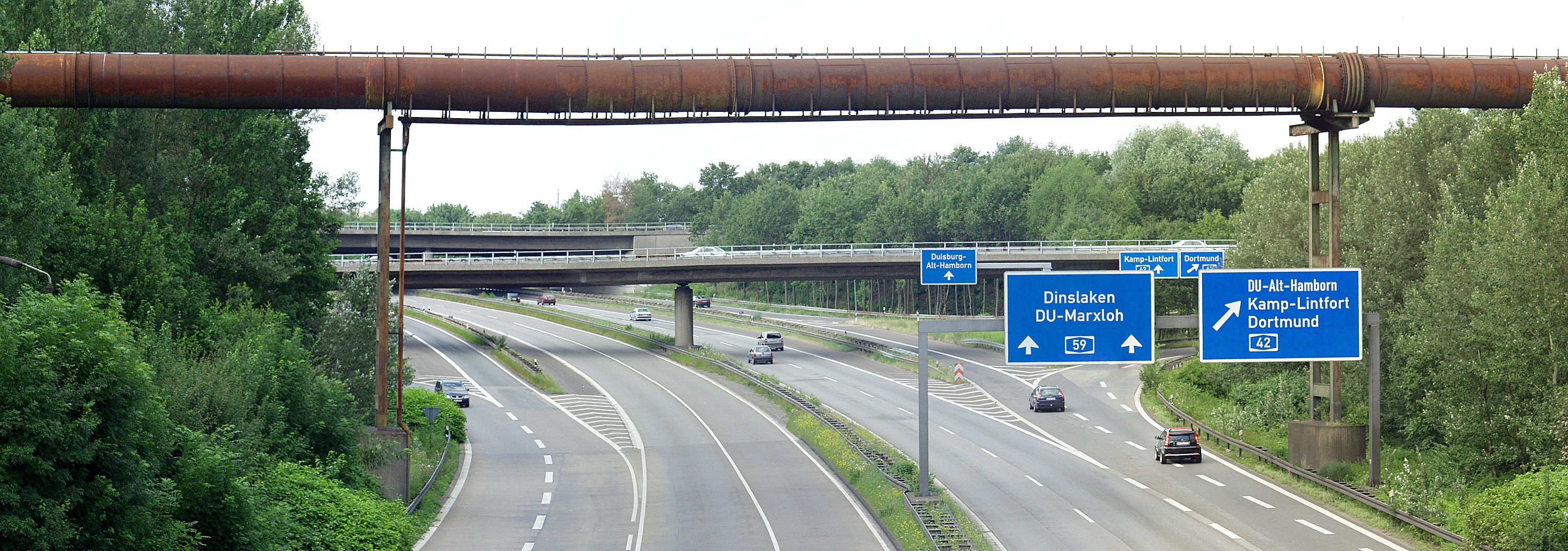
Incrocio tra la BAB 59 e la BAB 42

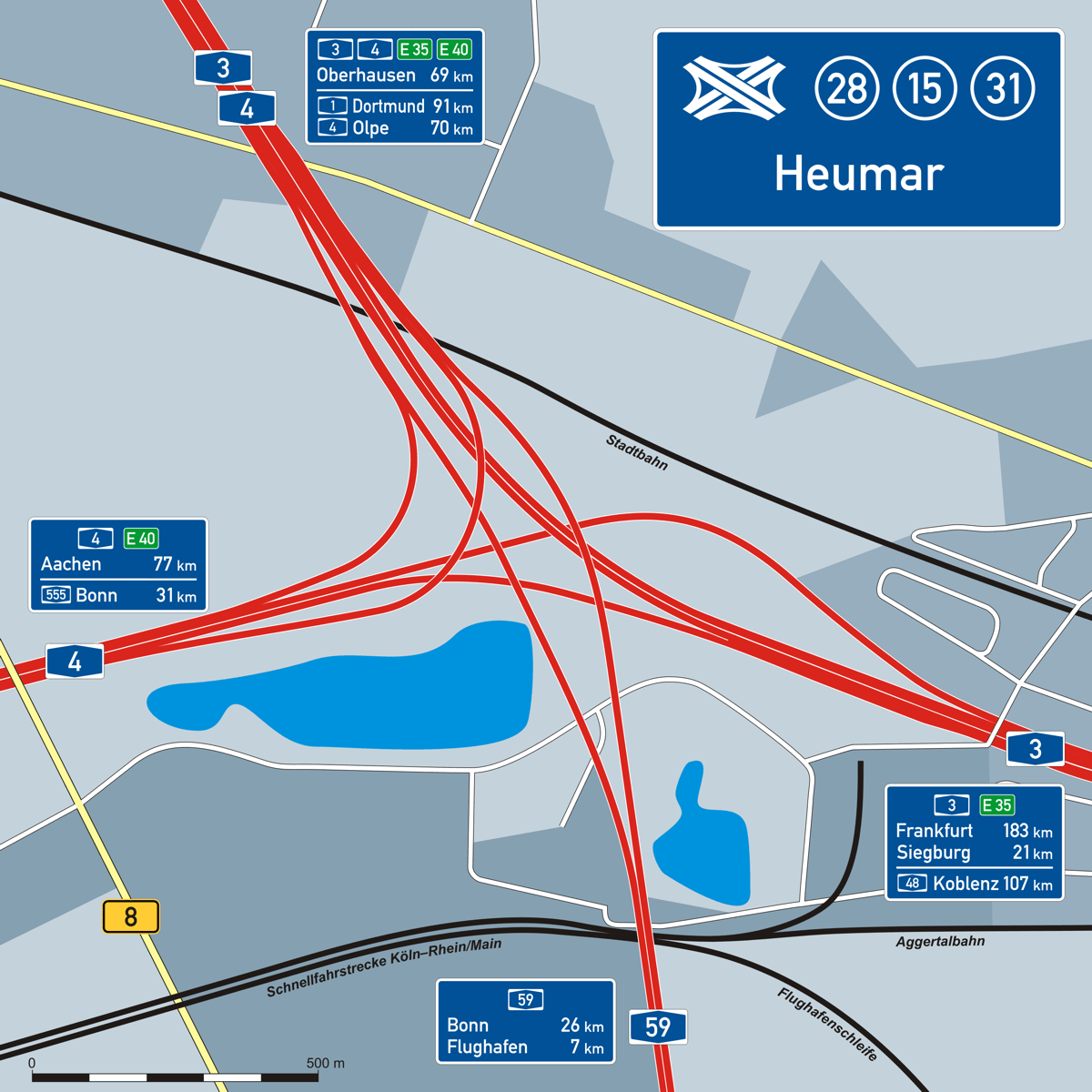
Schema dell'incrocio di Heumar

La Bundesautobahn 59, abbreviata anche in A 59, è una autostrada tedesca divisa in tre tratti. Nel primo tratto è di fatto la tangenziale di Duisburg, che taglia completamente da nord a sud; nel secondo tratto la A 59 è la terza alternativa autostradale percorribile (oltre alla A 3 ed alla A 57) per andare da Düsseldorf a Colonia, nel terzo ed ultimo tratto, l'autostrada collega le città di Colonia e di Bonn con l'omonimo aeroporto.
Il suo percorso si dipana integralmente nella Renania Settentrionale-Vestfalia.
All'altezza di Heumar, alla periferia di Colonia, presenta una intersezione a tre autostrade, con la A 3 e la A 4.

## Percorso
| A 59 DINSLAKEN - DUISBURG    |           |                                   |      |                |                |
| Tipo                         | n° uscita | Indicazione                       | km   | Corrispondenze | Strada europea |
|                              | 1         | Dinslaken West                    | 1,3  |                |                |
|                              | 2         | Dinslaken Hiesfeld                | 2,7  |                |                |
|                              | 3         | Duisburg Walsum                   | 4,3  |                |                |
|                              | 4         | Duisburg Fahrn                    | 6,2  |                |                |
|                              | 5         | Duisburg Marxloh                  | 7,2  |                |                |
|                              | 6a        | Duisburg Althamborn               | 9,1  |                |                |
|                              | 6b        | Incrocio di Duisburg Nord         | 9,4  |                |                |
|                              | 7         | Duisburg Meiderich                | 11,0 |                |                |
|                              | 8         | Duisburg Ruhrort                  | 11,8 |                |                |
|                              | 9         | Incrocio di Duisburg              | 13,8 |                |                |
|                              | 10        | Duisburg Duissern                 | 14,8 |                |                |
|                              | 11        | Duisburg Zentrum                  | 16,1 |                |                |
|                              | 12        | Duisburg Hochfeld                 | 17,2 |                |                |
|                              | 13        | Duisburg Wanheimerort             | 18,4 |                |                |
|                              | 14        | Duisburg Bucholz                  | 20,9 |                |                |
|                              | 15        | Duisburg Grossenbaum              | 22,4 |                |                |
|                              | 16        | Duisburg Sud                      | 24,6 |                |                |
| A 59 DÜSSELDORF - LEVERKUSEN |           |                                   |      |                |                |
| Tipo                         | n° uscita | Indicazione                       | km   | Corrispondenze | Strada europea |
|                              | 21        | Incrocio di Düsseldorf Süd        | 0,0  |                |                |
|                              | 22        | Düsseldorf-Benrath                | 1,8  |                |                |
|                              | 23        | Düsseldorf-Garath                 | 4,6  |                |                |
|                              | 24        | Richrath                          | 9,0  |                |                |
|                              | 25        | Monheim                           | 11,4 |                |                |
|                              | 26        | Incrocio di Monheim Süd           | 13,4 |                |                |
|                              | 27        | Rheindorf                         | 16,1 |                |                |
|                              | 28        | Incrocio di Leverkusen West       | 19,4 |                |                |
|                              |           | Uscita provvisoria                | 20,5 |                |                |
| A 59 KÖLN - BONN             |           |                                   |      |                |                |
| Tipo                         | n° uscita | Indicazione                       | km   | Corrispondenze | Strada europea |
|                              | 31        | Confluenza di Koln Heumar         | 6,3  |                |                |
|                              | 32        | Rath                              | 8,1  |                |                |
|                              | 33        | Confluenza di Porz                | 8,5  |                |                |
|                              |           | Area di Servizio "Schloss Rotgen" | 9,7  |                |                |
|                              | 34        | Flughafen                         | 11,3 |                |                |
|                              | 35        | Wahn                              | 13,8 |                |                |
|                              | 36        | Lind                              | 15,9 |                |                |
|                              | 37        | Spich                             | 19,3 |                |                |
|                              | 38        | Troisdorf                         | 21,3 |                |                |
|                              | 39        | Confluenza di St. Augustin West   | 23,4 |                |                |
|                              | 40        | Confluenza di Bonn Nordost        | 26,5 |                |                |
|                              | 41a       | Bonn Vilich                       | 28,0 |                |                |
|                              | 41b       | Bonn Putzchen                     | 28,8 |                |                |
|                              | 42        | Incrocio di Bonn Ost              | 31,5 |                |                |